# Веселово (Восточно-Казахстанская область)
Весело́во (каз. Веселово) — упразднённое село в Шемонаихинском районе Восточно-Казахстанской области Казахстана, входило в состав Волчанского сельского округа.

## География
Село располагалось в центральной части Шемонаихинского района вдоль одноимённого урочища, в 10 километрах к северу от административного центра сельского округа села Волчанка, 18 километрах к востоку от районного центра города Шемонаиха. Ближайшая железнодорожная станция Шемонаиха — располагалась в 22 километрах к западу от села (по дороге — 37 км). Соседние населённые пункты: Берёзовка в 9 километрах к югу, Медведка в 10 километрах к западу. Транспортное сообщение осуществлялось просёлочными дорогами. Высота центра упразднённого населённого пункта — 473 метров над уровнем моря.

## Население
| Численность населения | Численность населения |
| 1989                  | 1999                  |
| --------------------- | --------------------- |
| 96                    | ↘10                   |

Процентное соотношение численно-преобладающих национальностей согласно переписи 1989 года:
| Национальность | Процентное соотношение |
| -------------- | ---------------------- |
| Русские        | 69 %                   |
| Казахи         | 27 %                   |
| Другие         | 4 %                    |